# ケニアの都市の一覧
ケニアの都市の一覧の記事。

## 人口上位10都市(2019年)
| 順位 | 都市                     | スワヒリ語 | 人口      | カウンティ                    |
| ---- | ------------------------ | ---------- | --------- | ----------------------------- |
| 1.   | ナイロビ                 | Nairobi    | 4,397,073 | ナイロビ (カウンティ)         |
| 2.   | モンバサ                 | Mombasa    | 1,208,333 | モンバサ (カウンティ)         |
| 3.   | ナクル                   | Nakuru     | 570,674   | ナクル (カウンティ)           |
| 4.   | ルイル                   | Ruiru      | 490,120   | キアンブ (カウンティ)         |
| 5.   | エルドレット             | Eldoret    | 475,716   | ウアシン・ギシュ (カウンティ) |
| 6.   | キスム                   | Kisumu     | 397,957   | キスム (カウンティ)           |
| 7.   | キクユ                   | Kikuyu     | 323,881   | キアンブ (カウンティ)         |
| 8.   | シカ（ティカ、ティーカ） | Thika      | 251,407   | キアンブ (カウンティ)         |
| 9.   | ナイバシャ               | Naivasha   | 198,444   | ナクル (カウンティ)           |
| 10.  | カルリ                   | Karuri     | 194,342   | キアンブ (カウンティ)         |

## その他の都市
- エルワク：ソマリアとの国境に近く、難民キャンプ計画が有った。
- カクマ：1992年に難民キャンプが開かれた。
- キタレ：トウモロコシ、ヒマワリ、除虫菊、茶、コーヒー、豆等が栽培される農耕地帯
- ダダーブ：難民キャンプが有り、2013年には45万人以上が収容されていた。
- ニエリ：2004年にノーベル平和賞を受賞したワンガリ・マータイの故郷である。
- ニャフルル：2008年の北京五輪の男子マラソンで金メダルを獲得したサムエル・ワンジルの故郷である。
- ボイ：ツァボ東国立公園やツァボ西国立公園、タイタ・ヒルズ自然保護区へのアクセスが良い。
- マチャコス：住民の大半がカンバ族である。
- マリンディ：インド洋の小さな港町で、かつては外国船が多く寄港し賑わった。
- マンデラ：エチオピア・ソマリア・ケニアが接する点の近くに存在し、ソマリ人の事件がよく起こる。
- ムトワッパ：インド洋のリゾート都市。
- モヤレ：エチオピアとの分断都市。
- ラム：旧市街は世界遺産になっている。
- リボイ：空港と難民登録センターが有る。
- ワジール：ソマリ人遊牧民が盛んである。
- オンガタ・ロンガイ（英語版）
- ガリッサ
- ジュジャ（英語版）
- キテンジェラ（英語版）
- キアンブ（英語版）
- マロロンゴ（英語版）
- キシー（英語版）
- カカメガ（英語版）
- ンゴング（英語版）（ンゴング (ケニア)）
- ロドワル（英語版）（ロドワ）
- リムル（英語版）
- マヴォコ (Athi River (town))
- メル（英語版）（メルー）
- イシオロ（英語版）
- ウクンダ（英語版）
- ケハンチャ（英語版）
- カングンド（英語版）
- タラ（英語版）
- キツイ（英語版）（キトゥイ）
- ヴィヒガ（英語版）
- ムミアス（英語版）
- ボメット（英語版）
- モロ (ケニア)（英語版）
- ブンゴマ（英語版）
- キミリリ（英語版）
- マルサビット（英語版）